# Obóz niemiecki dla Polaków (Polenlager) w Gorzycach Wielkich
Polenlager 168 Gross Gorschütz (pełna nazwa: Reichskommissar für die Festigung Deutschen Volkstums – Volksdeutsche Mittelstelle – Einsatzführung Oberschlesien – Polenlager 168 Gross Gorschütz) – niemiecki, nazistowski obóz przesiedleńczy znajdujący się we wsi Gorzyce, jeden z 26 niemieckich obozów tzw. Polenlager na Górnym Śląsku, założonych dla ludności polskiej przez Niemców.

## Historia obozu
Obóz został utworzony przez Niemców między 15 a 20 czerwca 1942 r. na terenie zabudowań dawnego majątku dworskiego w Gorzycach w tzw. „Małym Zamku” przy ul. Zamkowej. Uwięziono w nim ludność polską z obozów żywieckiego, bielskiego i zawierciańskiego. Osadzeni zatrudnieni byli przy pracach rolnych. Początkowo stan obozu wynosił ok. 350 osób, z czasem liczba ta uległa zmniejszeniu do 180 więźniów, co miało miejsce w styczniu 1943 r. po deportacji części z osadzonych do pracy przymusowej w III Rzeszy. Niemal 30% wszystkich więźniów stanowili dzieci. Służbę wartowniczą w Gorzycach Wielkich pełniło w sumie 11 strażników.
Jesienią 1943 r. więźniowie zostali przewiezieni do Polenlagru w Kietrzu i do obozu w Brzeziu. Obóz przeznaczono dla ludności niemieckiej wysiedlonej z Rumunii. Szczegółowe informacje dotyczące śmiertelności w obozie nie są znane.
Obóz nie został upamiętniony.

## Praca w obozie
Jak wspominają osadzeni, w obozie w Gorzycach wytwarzano m.in. chodaki dla więźniów obozu zagłady KL Auschwitz.
Więźniów wykorzystywano także do rozbudowy miejscowej składnicy węgla.

## Komendanci
- Walter Bisach

- Gaertner